# Яблонський Анатоль
Анато́ль Ябло́нський (3 липня 1912, Київ — 1954, Париж) — маляр-візантиніст, іконописець.
Народився у Києві. Мистецьку освіту здобув у Львові й Парижі як стипендіят митрополита А. Шептицького. Член АНУМ і Спілки образотворчих мистців.

## Творчий доробок
Серед інших праць Яблонського відомі:
- стінописи у церквах оо. Студитів у Уневі,
- стінопис у монастирі сс. Студиток у Суховолі,
- стінопис у монастирях оо. Студитів і сс. Василіянок у Львові,
- 2 великі картини в залі нарад Конґреґації для Східних Обрядів у Римі (Ватикан),
- іконостаси для 18 церков у Галичині й на еміграції (у митрополичій каплиці у Львові, у Якторові, Старих Бродах, Калуші, Володимирцях та ін.).

Анатоль Яблонський працював також спільно з Павлом Ковжуном і Михайлом Осінчуком. Відомий він і як графік, виконавець фольклористичних композицій, альбому українських князів і гетьманів, ілюстратор різних видань.
Автор серії марок пластової пошти виданої з нагоди 40-річчя світового скаутингу в Ганновері 1948 року.
З 1950 Яблонський жив у Парижі, де й помер 1954 року. У його спадщині з останніх років життя є кільканадцять малих ікон, кілька більших ікон для храму УГКЦ в Парижі, альбом портретів князів і гетьманів та альбом народного одягу.